# Solo for Sparrow
Pour plus de détails, voir Fiche technique et Distribution.
Solo for Sparrow est un film britannique réalisé par Gordon Flemyng, sorti en 1962. Il est sorti en salles couplé avec un autre film (Number Six).

## Synopsis
L'inspecteur Sparrow est un policier de province qui monte un bureau de détective privé lorsque Scotland Yard se mêle de ses affaires. Lorsqu'une employée d'une bijouterie est tuée accidentellement alors qu'on était en train de lui voler les clés du magasin, Sparrow se met au travail, traque les criminels et les remet à Scotland Yard.

## Fiche technique
- Titre original : Solo for Sparrow
- Réalisation : Gordon Flemyng
- Scénario : Roger Marshall (en), d'après le roman The Gunner (Le Tueur) d'Edgar Wallace
- Direction artistique : Peter Mullins
- Photographie : Bert Mason
- Montage : Robert Jordan Hill
- Musique : Bernard Ebbinghouse
- Production : Jack Greenwood
- Société de production : Merton Park Studios (en)
- Société de distribution : Anglo-Amalgamated Film Distributors
- Pays d'origine :  Royaume-Uni
- Langue originale : anglais
- Format : Noir et blanc — 35 mm — son mono
- Genre : film policier
- Durée : 56 minutes
- Dates de sortie : Royaume-Uni : 1962

## Distribution
- Anthony Newlands : M. Reynolds
- Glyn Houston : Inspecteur Sparrow
- Nadja Regin : Mme Reynolds
- Michael Coles : "Pin" Norman
- Allan Cuthbertson : Superintendant Symington
- Ken Wayne : Baker
- Jerry Stovin : Lewis
- Jack May : Inspecteur Hudson
- Murray Melvin : Larkin
- Peter Thomas : Bell
- Michael Caine : Mooney